# Gia Lương (xã)
Gia Lương là một xã thuộc huyện Gia Lộc, tỉnh Hải Dương, Việt Nam.
Xã Gia Lương có diện tích 3,45 km², dân số năm 1999 là 4.748 người, mật độ dân số đạt 1.376 người/km².